# A New Conception
A New Conception – trzeci album studyjny amerykańskiego multiinstrumentalisty jazzowego Sama Riversa, wydany z numerem katalogowym BLP 4249 i BST 84249 w 1967 roku przez Blue Note Records. Na płycie znalazły się standardy jazzowe w interpretacji Riversa i towarzyszących mu muzyków.

## Powstanie
Materiał na płytę został zarejestrowany 11 października 1966 roku przez Rudy’ego Van Geldera w należącym do niego studiu (Van Gelder Studio) w Englewood Cliffs w stanie New Jersey. Produkcją albumu zajął się Alfred Lion.

## Lista utworów
Opracowano na podstawie materiału źródłowego.
Wydanie LP
Strona A
| Nr | Tytuł utworu             | Muzyka                               | Długość |
| -- | ------------------------ | ------------------------------------ | ------- |
| 1. | „When I Fall in Love”    | Edward Heyman, Victor Young          | 5:48    |
| 2. | „I'll Never Smile Again” | Ruth Lowe                            | 5:57    |
| 3. | „Detour Ahead”           | Lou Carter, Herb Ellis, Johnny Frigo | 5:09    |
| 4. | „That’s All”             | Alan Brandt, Bob Haymes              | 5:38    |
|    |                          |                                      | 22:32   |

Strona B
| Nr | Tytuł utworu                   | Muzyka                           | Długość |
| -- | ------------------------------ | -------------------------------- | ------- |
| 1. | „What a Diff'rence a Day Made” | Stanley Adams, María Grever      | 6:18    |
| 2. | „Temptation”                   | Nacio Herb Brown, Arthur Freed   | 7:38    |
| 3. | „Secret Love”                  | Sammy Fain, Paul Francis Webster | 7:33    |
|    |                                |                                  | 21:29   |

## Twórcy
Opracowano na podstawie materiału źródłowego.
Muzycy:
- Sam Rivers – saksofon tenorowy, saksofon sopranowy, flet
- Hal Galper – fortepian
- Herbie Lewis – kontrabas
- Steve Ellington – perkusja

Produkcja:
- Alfred Lion – produkcja muzyczna
- Rudy Van Gelder – inżynieria dźwięku
- Reid Miles – projekt okładki, fotografia na okładce
- Nat Hentoff – liner notes